# Flore de la Terre du Milieu
Voici une liste de plantes imaginaires apparaissant en Terre du Milieu dans le légendaire de l'écrivain britannique J. R. R. Tolkien.

## Alfirin
L'alfirin (« immortelle » en quenya) est une fleur jaune et or en forme de clochette, qui pousse notamment en Lebennin, une région du Gondor près du delta de l'Anduin. Elle ressemblerait à une immortelle commune. Il s'agit peut-être d'une variété de symbelmynë. Elle est très régulièrement mentionnée dans les chants des elfes gris, et elle a une forte signification pour les Eldars, qui voient en elle une représentation des glorieuses cloches d'or de Valinor.
D'ailleurs, un des poèmes de Tolkien se trouvant dans le Seigneur des anneaux (et chanté par Legolas) mentionne l'Alfirin : 
D'argent coulent les rivières de Celos et Erui

dans les champs verts de Lebennin !

Haute y pousse l'herbe. Au vent de la Mer

se balancent les blancs lis ;

et du mallos et de l'alfirin sont secouées les clochettes d'or

dans les champs verts de Lebennin,

au vent de la Mer.
Il faut faire attention toutefois, car certaines traductions francophones du Seigneur des anneaux comportent une faute de frappe (coquille) qui écrit Alfirm au lieu d'Alfirin.

## Elanor
L'elanor (« étoile-soleil » en sindarin) est une petite fleur hivernale, de couleur jaune et en forme d'étoile qui pousse en Lothlórien. Elle est une plante associée à Aragorn, à Arwen, mais surtout à leur histoire. On dit qu'elle proliféra particulièrement sur Cerin Amroth, le lieu où Arwen et Aragorn se fiancèrent ainsi que l'endroit où ils furent enterrés.
La fille de Sam Gamegie, Elanore, fut aussi nommé en l'honneur de cette fleur, alors que Frodon lui propose ce nom en souvenir de leur périple en Lothlórien.

## Lebethron
Le lebethron est un arbre aux feuilles à cinq lobes, comme une main humaine. il est très utilisé par les charpentiers du Gondor et poussait au Gondor. Faramir offrit deux bâtons de marche fait du bois de cet arbre et le couronne d'Elessar a probablement été fait du même bois.

## Mallos
Comme l'alfirin, le mallos (« fleur d'or[réf. nécessaire] » en sindarin) est une petite fleur jaune en forme de cloche qui pousse dans les champs du Lebennin, un peu comme l'Alfirin. Cette fleur avait la particularité de ne jamais se faner, et les elfes gris les adoraient.

## Nimbrethil
Les Nimbrethil (Bouleaux blancs appelés ainsi par les Elfes gris) poussent principalement au Beleriand. Le Vingilot, navire d'Eärendil, fut construit à partir de ces arbres.

## Niphredil
Le niphredil est une petite fleur blanche, proche du perce-neige, qui pousse à Doriath et en Lothlórien. On dit qu'elle serait apparue là-bas pour accueillir la fille d'Elwë Singollo et de Melian la Maia : Lúthien. On dit aussi qu'elle est née dans la forêt de Neldoreth, au Doriath, mais qu'elle pousse encore en Lothlórien.

## Seregon
Le seregon (« sang de la pierre » en sindarin) est une fleur rouge écarlate qui pousse notamment au sommet de la colline d'Amon Rûdh, en Beleriand.

## Symbelmynë
La symbelmynë ou simbelmynë (vieil anglais symbel « perpétuel, éternel, toujours » et mynë « mémoire »), aussi appelée uilos, est une plante dont la floraison dure toute l'année et qui pousse sur les tombes, en particulier les tertres des rois du Rohan. Son sens général est alors « souvenirs éternels ». Cette plante pousserait abondamment sur la tombe de Helm Poing de Marteau, pour commémorer ses exploits contre les Dunlendings. Tolkien l'imaginait comme une variété d'anémone, de petite taille et de couleur blanche. Ce sont des fleurs qui fleurissaient en toutes saisons et étincelaient à la lumière des étoiles.